# John Ostrander
John Ostrander é um autor de histórias em quadrinhos americanas. É o co-criador, ao lado do desenhista Tim Truman, da série Grimjack, indicada ao Prêmio Jack Kirby de "Melhor Nova Série em 1985. Em 1987 trabalhou ao lado de Len Wein e John Byrne na minissérie Lendas, que reformularia a Liga da Justiça e os personagens Flash e Mulher-Maravilha após o evento Crise nas Infinitas Terras, publicado no ano anterior.
Após Lendas, criou uma nova série para a DC Comics, intitulada Esquadrão Suicida, na qual apresentou a "Força Tarefa X", um grupo de super-vilões forçados a trabalhar para o governo dos Estados Unidos em missões de alto risco. Ostrander escrevia os roteiros da série em conjunto com sua esposa, Kim Yale, e em 1988, após a publicação do especial Batman: The Killing Joke, o casal apresentou uma nova versão da personagem Barbara Gordon, que, aleijada pelo vilão Coringa, começou a auxiliar as missões da Força Tarefa X sob a identidade de "Oráculo".
Na década de 1990 Ostrander escreveu a série The Spectre, trabalho que lhe renderia duas indicações ao Eisner Award de "Melhor Escritor" em 1997 e em 1998 e a partir de 2006 começaria a trabalhar ao lado da desenhista Jan Duursema na série Star Wars: Legacy, publicada pela Dark Horse Comics. A série, situada num período mais de 100 anos à frente da trilogia original, apresentava um novo Jedi, descendente do personagem Luke Skywalker, chamado Cade, e durou 50 edições. A partir de 2011, escreveria para a mesma editora uma nova série, Star Wars: Agent of the Empire, ao lado do desenhista Stephane Roux. Diferentemente de Legacy, as tramas apresentadas em Agent of the Empire se situam no mesmo momento cronológico dos filmes.